# Plymouth Road Runner
A Plymouth Road Runner egy amerikai gépkocsimodell. Amikor a Chrysler felismerte, hogy az 1960-as évek izomautó-rajongói egy nagy erejű, sallangoktól mentes és elfogadható árú kocsira vágynak, előállt a Road Runner modellel. A cég 50 000 dollárt fizetett a Warner Brosnak, hogy rajzfilmfigurái nevét és logóját felrakhassa a kocsikra.
A Road Runner sikeresnek bizonyult és több mint 44 000 darabot adtak el belőle. Javított torziós rugókat használtak elől és laprugókat a hajtott tengelyen, amelynek 3,23:1 áttétele volt, bár a nagyobb gyorsulás érdekében magasabb arány is rendelkezésre állt. A motor az 1950-es évek óta gyártott öntöttvas motorblokkra épült, amely ebben a formában 6276 köbcentiméteres volt, de iszonyú nyomatékot adott.
Mérete ellenére a Road Runner alapváltozatban viszonylag könnyű volt és jól teljesített, így azonnal klasszikussá vált.

## Galéria

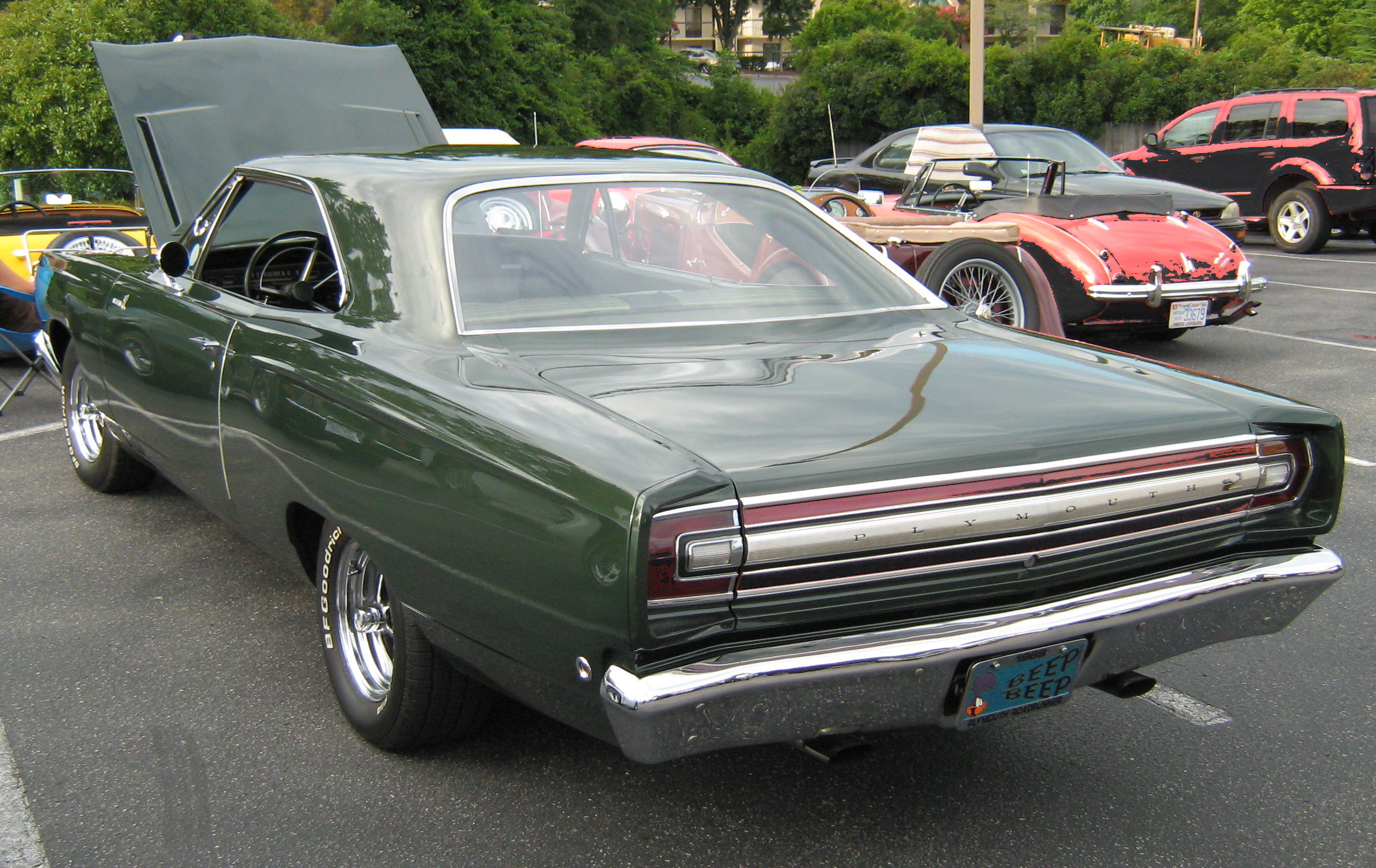
1968-as Road Runner
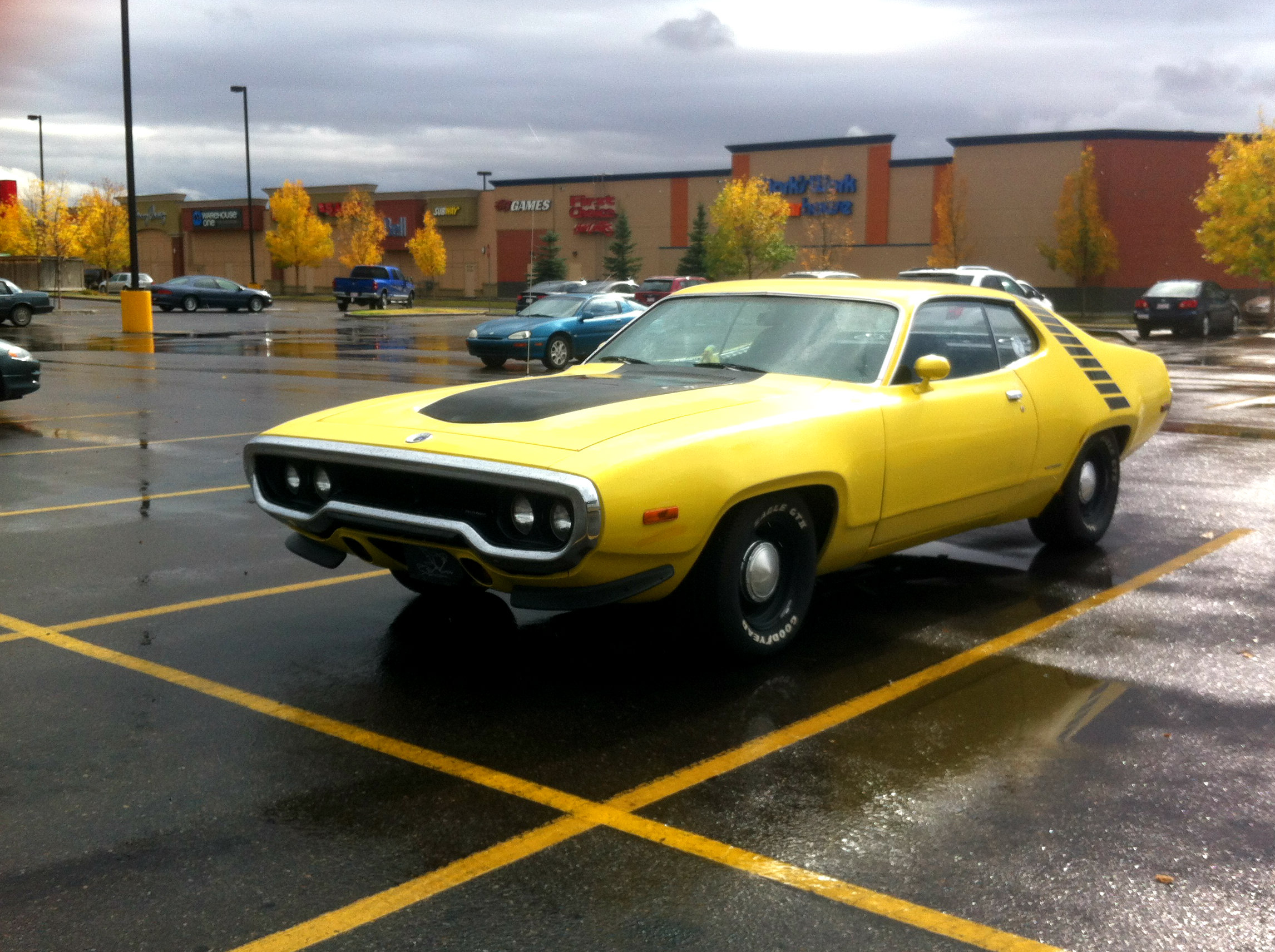
1972-es Road Runner
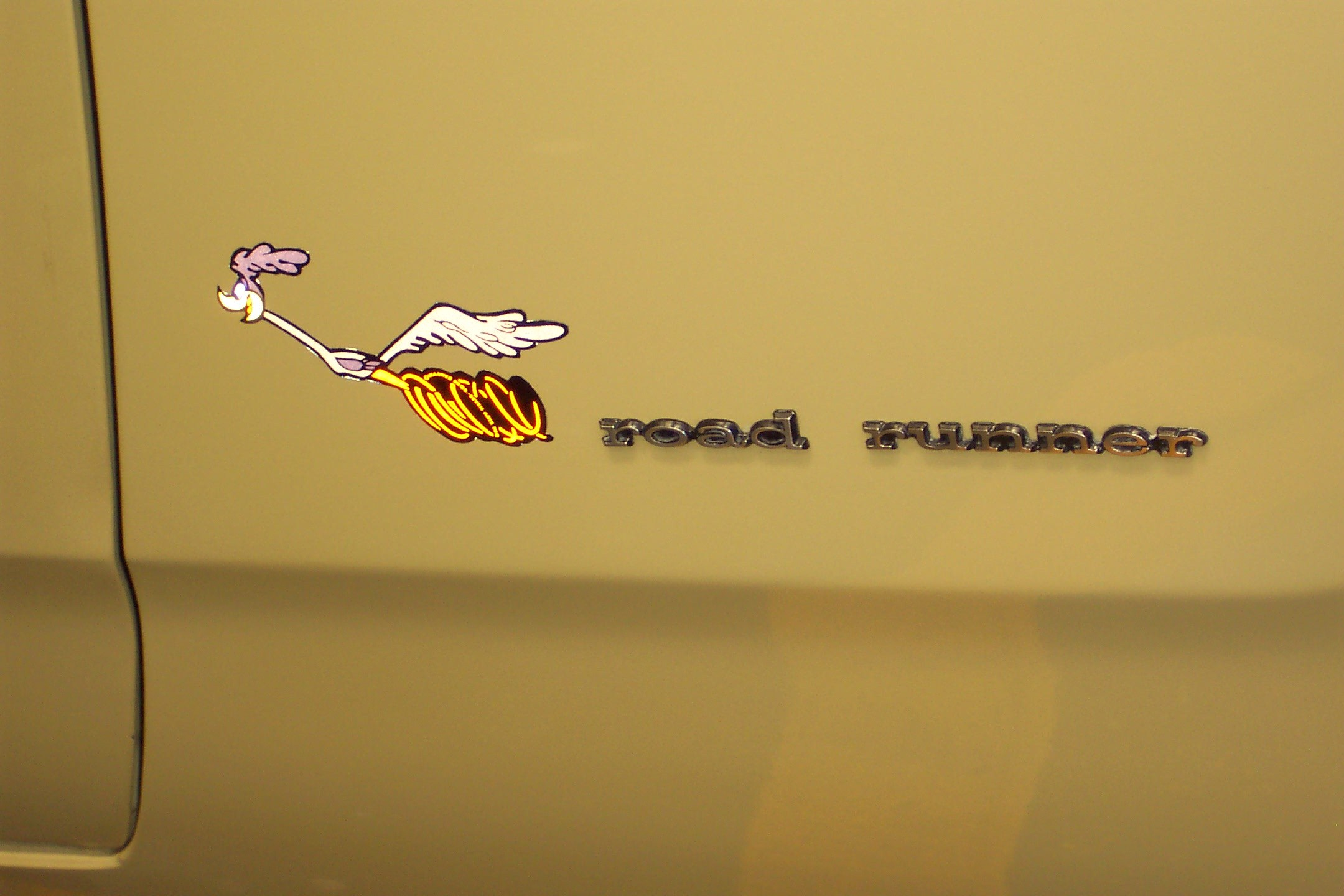
1972-es modell logója